# Бадолато
Бадолато (итал. Badolato) — коммуна в Италии, располагается в регионе Калабрия, подчиняется административному центру Катандзаро.
Население составляет 3315 человек, плотность населения составляет 97 чел./км². Занимает площадь 34 км². Почтовый индекс — 88061. Телефонный код — 0967.
Покровителем населённого пункта считается Sant Andrea Avellino. Праздник ежегодно празднуется 10 ноября.